# 長野市立芹田小学校
長野市立芹田小学校（ながのしりつせりたしょうがっこう）（英： Nagano City Serita Elementary School ）は長野県長野市栗田にある小学校である。

## 沿革
- 1873年（明治6年）- 中千田専福寺を仮校舎にして「励精学校」と称し開校。
- 1886年（明治19年）- 上水内郡第2学区芹田小学校と称する。
- 1943年（昭和18年）- 開校70周年をむかえる。
- 1948年（昭和23年）- 現在の名前になる。
- 1951年（昭和26年）- 中御所分校廃止。長野市立裾花小学校として独立。
- 1973年（昭和48年）- 開校100周年をむかえる。
- 1992年（平成4年）- 長野市立緑ヶ丘小学校が新設されたため、7学級が分離。
- 1993年（平成5年）- 開校120周年をむかえる。
- 2013年（平成25年）- 第2体育館を解体。
- 2015年（平成27年）- 第二体育館跡地に新東校舎が完成。
- 2016年（平成28年）- 北校舎・コンテナ室・北昇降口を解体
- 2023年（令和5年）-開校150周年をむかえる。

## 学区
- 栗田の一部
- 若里の一部
- 稲葉の一部
- 川合新田

## 校歌
作詞：伝田青磁、作曲：井上武士

## 芹田小学校遺跡
校内はの周知の埋蔵文化財包蔵地「芹田小学校遺跡（裾花川扇状地遺跡群の1つ）」の遺跡範囲にあたり、1986年（昭和61年）校舎増改築事業にともない、長野市遺跡調査会が緊急調査を実施した。これは芹田地域における初めての発掘調査となった（それ以前、芹田小学校グラウンド拡張時に弥生時代後期の箱清水式土器は見つかっていた）。初の調査で検出された集落の一部は、出土遺物から平安時代後半のものとわかった。建物跡は、一般的な竪穴建物が一辺4メートル程度なのに比べて、一辺6メートルや8メートルに達する大型建物で、面積は4倍の規模だった。調査資料や遺物は、長野市立博物館に保管されている。